# Videocomic
Videocomic è stato un programma televisivo italiano di videoframmenti in onda su Rai 2 dal 1988 al 2021 che ripropone le gag e gli sketch più divertenti di importanti attori e comici italiani andati in onda nei varietà televisivi trasmessi della Rai nel corso degli anni. Il programma è curato da Nicoletta Leggeri, e la sua struttura è stata in parte ripresa dai successivi Scanzonatissima, Supervarietà, Da Da Da, Techetechetè, Ieri e oggi in TV, La7 Colors e Fuori orario. Cose (mai) viste.
Tra gli artisti presentati nelle varie puntate troviamo: Totò, Aldo Fabrizi, Alberto Sordi, Nino Manfredi, Franco Franchi, Ciccio Ingrassia, Carlo Verdone, Roberto Benigni, Massimo Troisi, Enrico Montesano, Paolo Villaggio, Nino D'Angelo, Raimondo Vianello, Gino Bramieri e altri ancora.
Negli ultimi periodi di programmazione, il programma è andato in onda tutte le notti all'interno del palinsesto notturno di Rai 2.
La videosigla è realizzata da Mario Sasso e ha come tema musicale di testa e di coda il brano Sweet big mama di Rispoli-Squillino (ed. Nuova Fonit Cetra); in essa si alternano i volti di alcuni comici presentati nel programma.